# Ceraeocercus
Ceraeocercus is een geslacht van rechtvleugeligen uit de familie sabelsprinkhanen (Tettigoniidae). De wetenschappelijke naam van dit geslacht is voor het eerst geldig gepubliceerd in 1910 door Uvarov.

## Soorten
Het geslacht Ceraeocercus  is monotypisch en omvat slechts de volgende soort:
- Ceraeocercus fuscipennis (Uvarov, 1910)